# Uredinophila
Uredinophila — рід грибів родини Tubeufiaceae. Назва вперше опублікована 1987 року.

## Класифікація
До роду Uredinophila відносять 2 види:
- Uredinophila erinacea
- Uredinophila tropicalis